# Yaucourt-Bussus
Yaucourt-Bussus är en kommun i departementet Somme i regionen Hauts-de-France i norra Frankrike. Kommunen ligger i kantonen Ailly-le-Haut-Clocher som tillhör arrondissementet Abbeville. År 2022 hade Yaucourt-Bussus 247 invånare.

## Befolkningsutveckling
Antalet invånare i kommunen Yaucourt-Bussus
| Referens: INSEE |